# Mike Williams (Sänger)

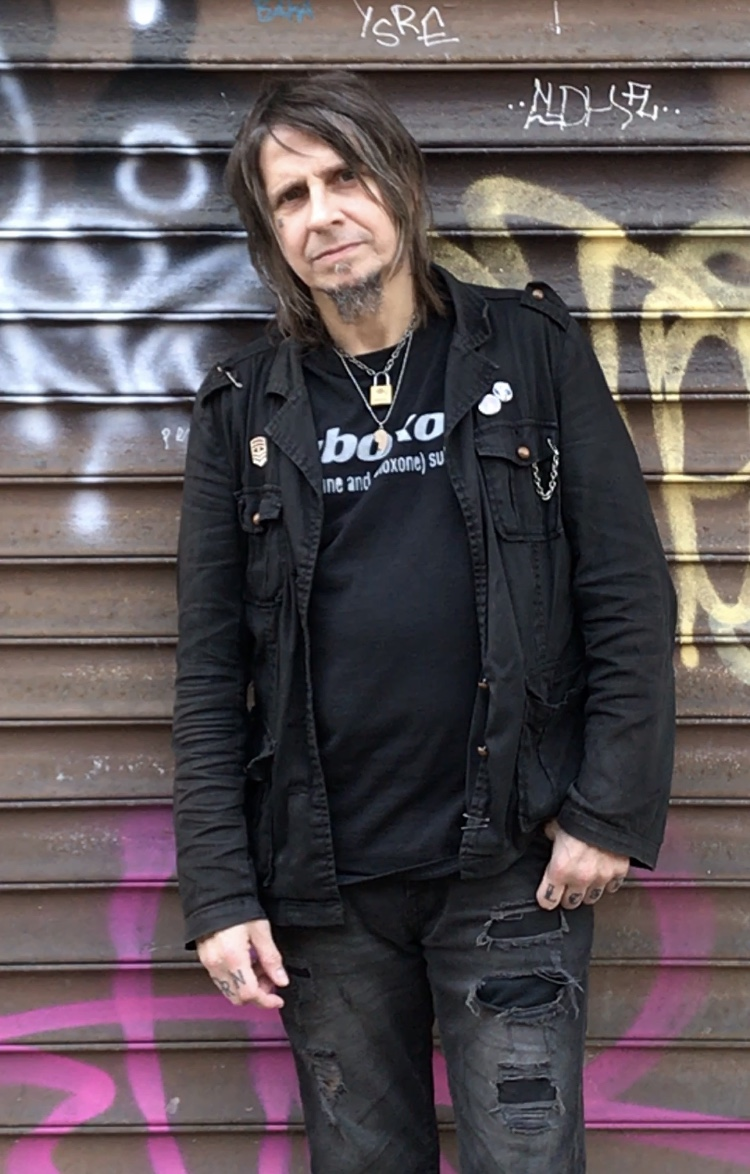
Mike Williams 2019

Michael D. Williams, besser als Mike Williams oder Mike IX beziehungsweise Mike IX Williams bekannt (geboren 14. April 1968 in High Point, North Carolina) ist ein US-amerikanischer Sänger, Musikjournalist und Autor. Williams wurde Anfang der 1990er Jahre mit der Sludge-Band EyeHateGod populär. Seither arbeitet er in diversen Projekten unterschiedlicher musikalischer Ausprägung. Für das New Yorker Extreme-Metal-Magazin Metal Maniacs war er Mitte der 1990er Jahre tätig. Darüber hinaus veröffentlichte er einen Gedichtband unter dem Titel Cancer as a Social Activity.

## Leben

### Kindheit

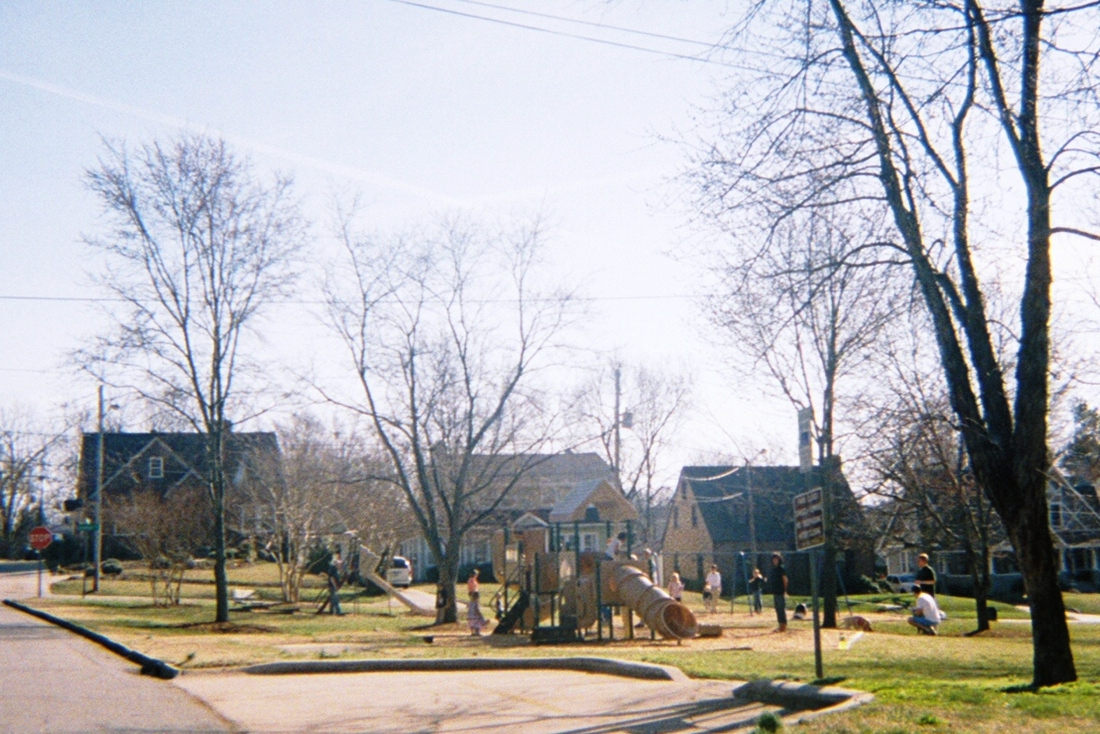
Der Triangle Park in High Point, der Geburtsstadt von Mike Williams.

Der in High Point als Sohn eines Tabakfarmers geborene Williams lebte dort bis zum Tod seiner Mutter 1977. Im Alter von neun Jahren zog Williams mit seiner Familie nach New Orleans, wo zwei Jahre später sein Vater verstarb. Kurz nach dem Tod des Vaters beging sein älterer Bruder Suizid. Bis zum Tod seines Vaters litt die Familie unter dem gewalttätigen Mann, den Williams als permanent bewaffneten Schläger, Trinker und alten Greaser der 1950er Jahre beschreibt.
Nach dem Tod des Vaters lebte Williams kurzfristig mit seinem ältesten Bruder zusammen. Nachdem Williams sich jedoch der Erziehung des Bruders entzog brachte dieser ihn in einem Jungenwohnheim unter, in welchem Williams ungefähr drei Jahre lebte.
Williams Eltern hörten viel Elvis Presley und Rock ’n’ Roll, was Williams als prägend bezeichnete. Sein ebenfalls verstorbener Bruder brachte ihm The Beatles und die frühen Veröffentlichungen von Elton John nah. Sein ältester Bruder vermittelte ihm Black Sabbath und Alice Cooper. Hinzukommend interessierte sich Williams als Kind für Kiss und las regelmäßig das Kiss Magazin. Ein Artikel des Magazins behandelte die „UK Punk Explosion“, mit Interpreten wie, The Sex Pistols, The Damned und The Clash, woraufhin sich Williams zum Punk und Hardcore orientierte. Im Oktober 1978 sah in der Fernsehsendung Saturday Night Live einen Auftritt der Post-Punk-Band Devo. Dieser inspirierte ihn damals selbst irgendwann eine Band zu gründen. Sein Bruder arbeitete in New Orleans in einer Bar und nahm den jungen Mike gelegentlich zu Konzerten der ersten Punkgeneration von New Orleans mit.

### Jugend

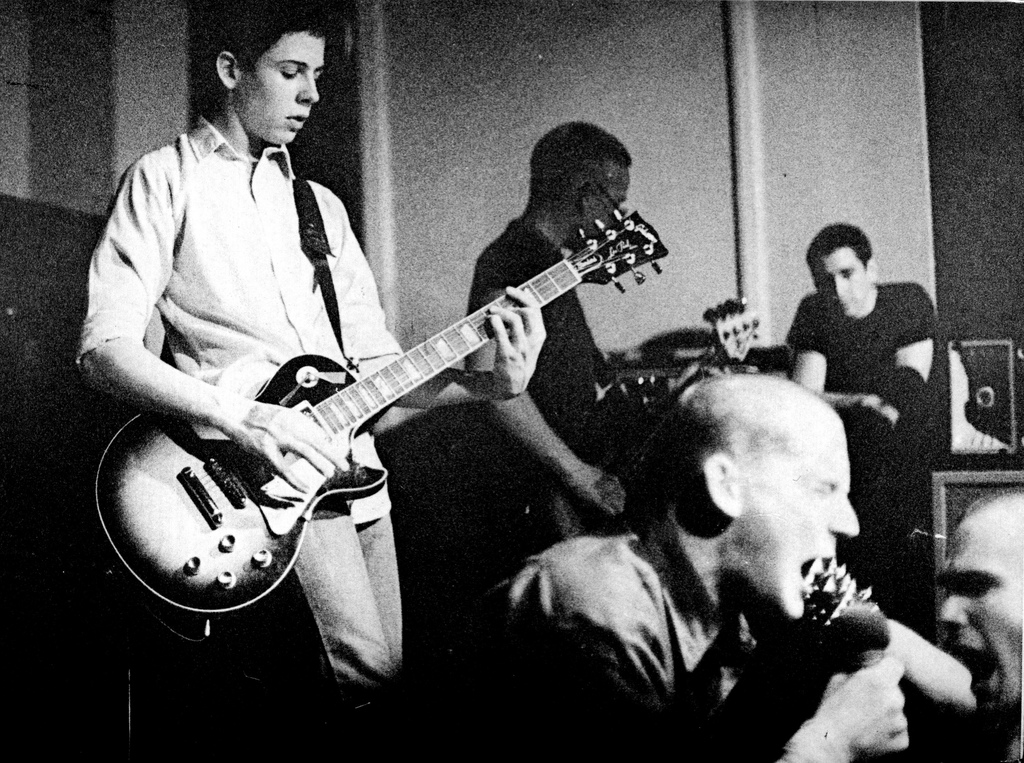
Auch um Minor Threat Live zu sehen entzog sich Williams der Erziehungsanstalt.

Nach 1979 entzog sich Williams öfters der Erziehungsanstalt um Auftritte von Punk- und Hardcore-Bands, wie Minor Threat, Black Flag, D.O.A. oder Circle Jerks zu erleben.  Zu diesen Besuchen von Hardcore-Konzerten, erläuterte er, dass diese in ihm den Willen genährt hätten, sein Leben mit Musik zu gestalten. Insbesondere ein Auftritt der Hardcore-Band Black Flag, den Williams im Alter von 12 Jahren sah habe sich nachhaltig auf sein Leben ausgewirkt. Darüber hinaus wurden die Punk-Szenen von New Orleans und Kalifornien für Williams zur wichtigsten sozialen Instanz, welche sein Leben fortan bestimmte und welcher er sich bis ins Erwachsenenalter familiär Verbunden fühle.
Mit 15 gründete er seine erste eigene Punk-Band unter dem Namen Teenage Waste. Die Band spielte circa 15 Konzerte in einem Lokal eines segregierten Stadtteils von New Orleans. Mit seiner Vertiefung in der Punk-Szene begann Williams sich der Erziehungsanstalt zu entziehen und mit den Greyhound Lines durch Amerika zu reisen. Im Alter von 16 Jahren verließ er das Heim dauerhaft und lebte vorübergehend in der Punk-Szene von Kalifornien. Nach einiger Zeit kehrte er nach New Orleans zurück. Dennoch behielt er das Verhalten bei und reiste, bis ins Erwachsenenalter, oft mit einem Rucksack durch das Land.
Nach dem Ende von Teenage Waste und seiner Rückkehr aus Kalifornien beteiligte sich Williams an einer Reihe anderer Bandprojekte. Mitte der 1980er Jahre nahm die musikalische Ausrichtung seiner Projekte eine Wendung, als Williams begann sich für Metal zu interessieren. Da Punk zu dieser Zeit, in seinen Augen stagnierte, gründete er mit einigen Freunden 1985 die Band Suffocation by Filth. Diesmal zog er Bands wie Venom, Slayer, Celtic Frost und Sodom als Inspiration heran.
In der Mitte der 1980er Jahre begann er mit dem Konsum von Marijuana, Beruhigungsmitteln und psychotropen Substanzen. Nach Suffocation by Filth folgten weitere Bands wie Crawlspace und Drip. An Drip beteiligten sich neben Williams auch die späteren EyeHateGod-Mitglieder Jimmy Bower und Brian Patton, sowie Kyle Thomas, der später als Sänger von Exhorder bekannt wurde. Während Williams Jugend kam es auch zu seinen ersten Konflikten mit der örtlichen Polizei, welche unter anderem einige frühe Konzerte von Teenage Waste räumte.

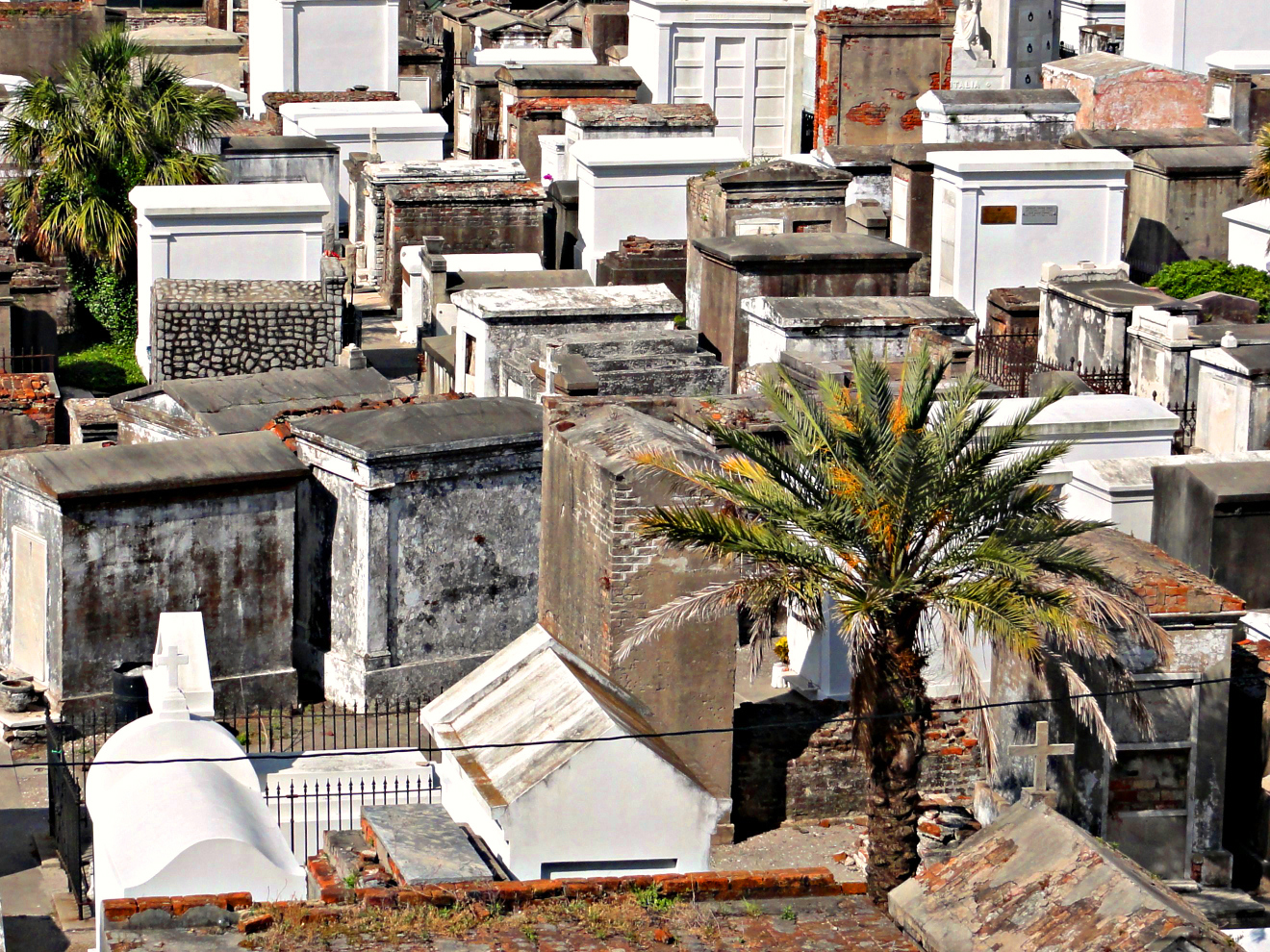
Die typischen Friedhöfe von New Orleans, waren Aufgrund der besonderen oberirdisch angelegten Architektur für die Horrorpunk-Band The Misfits interessant.

Ein Zwischenfall mit den Ordnungshütern, an welchem neben Mike Williams und einigen Freunden, darunter Yvonne Ducksworth, die Horrorpunk-Band The Misfits beteiligt war, schaffte es in die Örtliche Presse. Williams, der mit zwei Freunden nach Houston in Texas gefahren war um The Misfits Live zu sehen, lernte die Band vor dem Auftritt kennen. Im Anschluss an das Konzert begleiteten die Freunde die Band bis nach New Orleans, wo sie nach ihrem dortigen Auftritt einen der Friedhöfe der Stadt besuchen wollte. Nach einer einstündigen Besichtigung der als Mausoleen angelegte Grabanlagen wurden Band und Freunde von der Polizei, unter dem Verdacht der Grabschändung, aufgegriffen. The Misfits wurden für eine Nacht inhaftiert. Williams und seine Freunde wurden von den Polizisten nach einer Durchsuchung und einer groben Behandlung frei gelassen. Nachdem die Polizei einem Mädchen der Gruppe mit einer Taschenlampe ins Gesicht geschlagen hatte, stellten sie fest, dass es sich lediglich um Jugendliche handelt und ließen sie gehen. Williams schildert den Vorfall als traumatisches Ereignis und benannte ein Gefühl der Hilflosigkeit, das in dem gewaltsamen Übergriff der Polizisten begründet lag.

### Erfolg

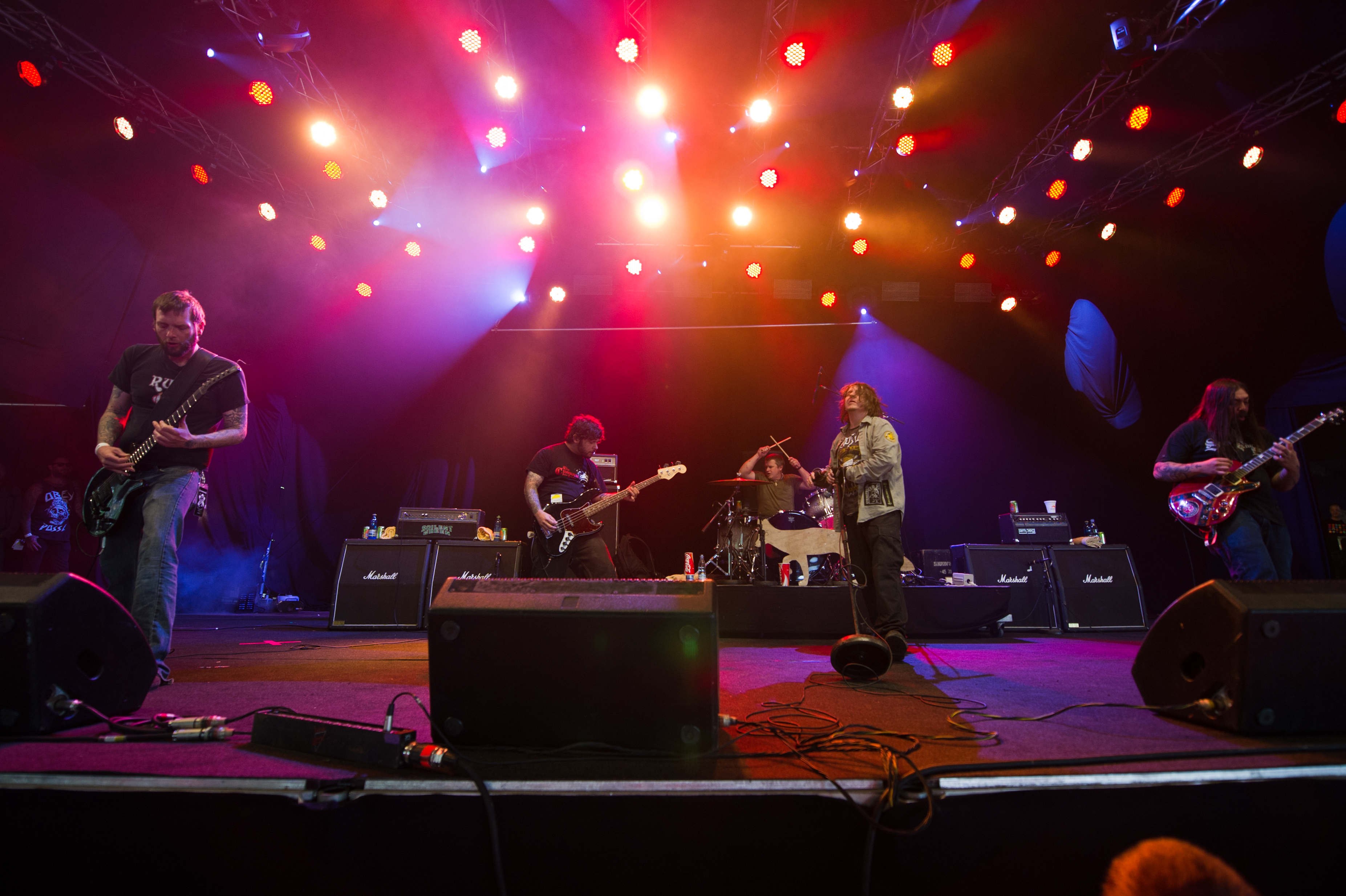
EyeHateGod, die bekannteste Band mit Williams Beteiligung.

Jimmy Bower lud Williams 1988 dazu als neuer Sänger von EyeHateGod zu agieren, nachdem der bisherige Sänger Chris Hillard sich der Erweckungsbewegung angeschlossen hatte. Williams selbst wollte die Beteiligung zuerst ablehnen. Er vermutete Jimmy Bower erwarte von ihm wie der The-Obsessed-Sänger Wino zu singen. Bower negierte diese Annahme jedoch und äußerte den ausdrücklichen Wunsch Williams kehliges Schreien als Hardcore-Element in die Musik einfließen zu lassen.
Die Band nahm zwei Demobänder auf und wurde durch das französische Independent-Label Intellectual Convulsion unter Vertrag genommen. Das Debütalbum In the Name of Suffering entstand 1990. Das Label stellte der Band die Summe von 1.000 US-Dollar zur Verfügung. Hiervon mietete die Band ein Tonstudio und kaufte Alkohol und Marihuana im Wert von 200 US-Dollar. Das Debüt entstand somit ohne technisches Wissen oder entsprechendes Personal. Die Firma presste circa 1500 bis 2000 Exemplare und meldete kurz darauf Konkurs an. Dennoch begründete das Album mit der Kombination aus Southern Rock, Hardcore Punk und Doom Metal das Genre des Sludge. Besonders der heiser geschriene dem Hardcore entlehnte Gesang von Williams präsentierte eine neue, bis dahin unbekannte Variante des Doom Metals.
Nach dem Konkurs von Intellectual Convulsion nahm Century Media EyeHateGod unter Vertrag, veröffentlichte das Debüt erneut und ließ die Band mit Crowbar durch Europa touren. Nach Abschluss der Tournee 1993 kehrte die Band nach New Orleans zurück um ein zweites Studioalbum aufzunehmen. Mike Williams wurde im Anschluss an die Tour von seiner damaligen Freundin der Wohnung verwiesen. Durch diese Trennung obdachlos geworden, lebte er zeitweise in einem Zimmer über dem Striptease-Club Big Daddy’s, welcher nur wenige Blocks vom Tonstudio entfernt lag.
Nach der Veröffentlichung des zweiten Albums Take as Needed for Pain tourte die Band erneut international. Unter anderem traten sie mit Chaos UK, Buzzov•en, White Zombie und Corrosion of Conformity auf. Williams reiste im Anschluss an die Tour nach New York und nahm dort für die Zeitschrift Metal Maniacs eine Tätigkeit als Musikjournalist auf. Als solcher etablierten er und Alicia Morgan, von der Sludge-Band 13, die Genre Black Metal und Grindcore in dem Magazin.
Für die Aufnahmen des nächsten Albums pendelte der mittlerweile von Heroin abhängige Williams mit Greyhound Lines zwischen New Orleans, San Francisco und New York. Für das Eröffnungsstück von Dopesick experimentierten die Musiker mit dem Klang von zerbrechendem Glas. Williams zerschlug mehrere Flaschen im Aufnahmeraum. Während der Aufnahmen schnitt er sich tief in die Hand und verschmierte das herausquellende Blut auf dem Boden. Als er damit die Wörter 'PIG' und 'SATAN' an die Wände des Studios schrieb, löste der Produzent Billy Anderson die Situation auf. Ein Reinigungsunternehmen säuberte die Räume, woraufhin die Band mit der Produktion am nächsten Tag fortfuhr. Am letzten Morgen der Aufnahmen wies die Band den Produzenten an alle bisherigen Aufnahmen zu löschen und nahm das Album unter dem Einfluss von Xanax in einem durchgehenden Set auf. Williams verglich die gesamte Studiozeit zum Album später mit einer Nahtod-Erfahrung. Die auf die Veröffentlichung folgende Tour wurde aufgrund von Williams Sucht und den daraus resultierenden Schwierigkeiten unterbrochen. Er war sowohl gesundheitlich als auch persönlich stark angeschlagen und hatte darüber hinaus finanzielle Schwierigkeiten. Im Zuge dieser Unterbrechung löste sich die Band auf. Nach drei Jahren Aufenthalt in New York, kehrte der immer noch süchtigen Williams nach New Orleans zurück. 2000 kam die Band erneut zusammen und spielte das für lange Zeit letzte Studioalbum Confederacy of Ruined Lives ein.
In den folgenden Jahren veröffentlichte Williams die erste EP mit dem EyeHateGod-Nebenprojekt Outlaw Order und 2005 sein erstes Buch Cancer as a Social Activity. Inspiriert von den Poeten der Beat Generation sowie von Charles Bukowski und Clive Barker verfasste Williams eine Sammlung von Gedichten, die sich häufig der Cut-up-Technik bedienen. Die Cut-up-Technik von William S. Burroughs sowie die inhaltlichen Ideen von Barker und Bukowski prägten seinen eigenen Schreibstil. Die Hauptthemen des Buches sind Armut und menschliches Leid aber auch Drogenmissbrauch, Sucht und Gewalt. Williams bezeichnet seine nihilistische Lyrik als Dark Negative Poetry. Neben etwa 200 Gedichten beinhaltete das Buch auch einige Collagen. Bis dahin schrieb Williams international für unterschiedliche Fanzines.

### Hurrikan Kathrina
Am 29. August 2005 traf Hurrikan Katrina New Orleans mit verheerenden Auswirkungen. Mike Williams und seine damals langjährige Freundin Alicia Stillman, die Sängerin der Sludge-Band 13, waren zu diesem Zeitpunkt nicht in der Lage die Stadt zu verlassen. Williams befand sich darüber hinaus in einem Methadonprogramm.
Nach einigen Tagen beschloss Williams „es nicht mehr ertragen zu können jeden Tag auf denselben toten Menschen an der Ecke zu starren.“ Er und seine Freundin entwendeten, durch einen anwesenden Polizisten gebilligt, Methadon sowie einige Beruhigungsmittel aus einem Pharmaziegeschäft und fuhren nach Morgan City.
Dort kam das Paar in einem Motel unter. Der Besitzer informierte die örtliche Polizei über die beiden, woraufhin beide, wegen der vermeintlichen Absicht des Drogenhandels, verhaftet wurden. Während Stilman, deren Vater Polizist in New Orleans war, nicht inhaftiert wurde, kam Williams, ohne adäquate medizinische Versorgung in Haft. Unter Haftbedingungen unterzog sich der von Heroin, Kokain und Xanax abhängige Williams innerhalb einer Woche eines kalten Entzugs. Eigenen Angaben zufolge erbrach er sich eine schlaflose Woche lang. Er ernährte sich von eingeweichtem Brot, in der Hoffnung etwas Nahrung im Körper zu behalten. Er trank viel Wasser und las Bücher und Zeitschriften um sich abzulenken, sofern es ihm möglich war. Auch den Namenszusatz IX erhielt Williams in dieser Zeit.

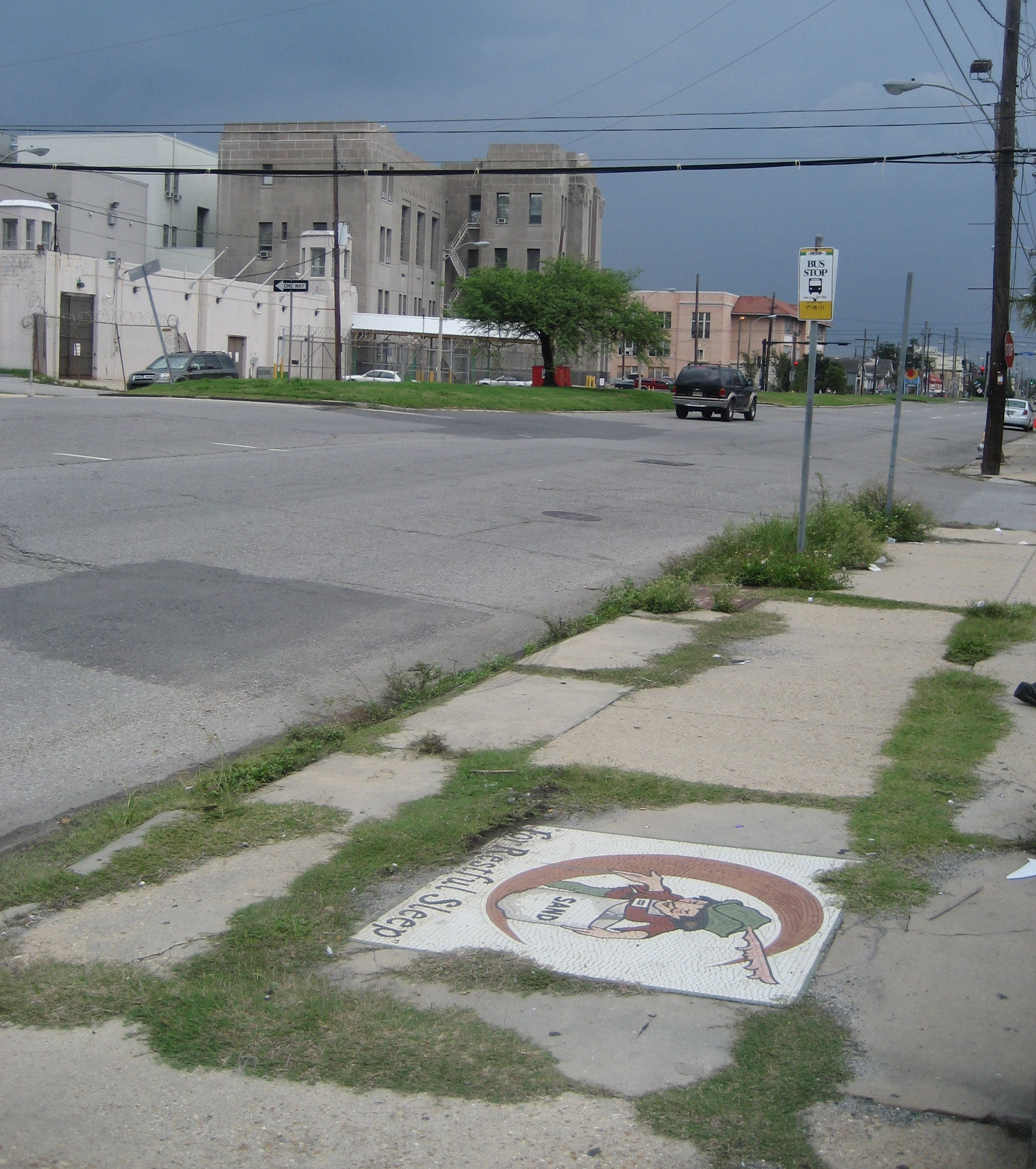
Im Orleans Parish Prison (Hintergrund) saß Williams 91 Tage in Haft

Williams Freund Phil Anselmo zahlte die 150.000 US-Dollar Kaution. Am 2. Dezember 2005 wurde Williams nach 91 Tagen Haft entlassen. Anselmo nahm den obdach- und mittellosen Freund dauerhaft in seinem Gästehaus auf.
Williams animierte im Gegenzug Phil Anselmo sowie seine Bandkollegen und Freunde Brian Patton und Jimmy Bower zu einem Entzug. Mit Anselmo verbrachte er in diesen Tagen viel Zeit damit Musik zu hören, was beide dazu bewog, gemeinsam die Crustcoreband Arson Anthem zu gründen.

„Ich habe buchstäblich alles, was ich in der Welt besaß, verloren. Mir ist nichts geblieben. Alles was ich noch habe, sind meine Freunde. In Zeiten wie diesen stellst du fest, dass es das Wichtigste ist, was man braucht. Solange ich nicht ins Gefängnis muss, wenn es zur Verhandlung kommt, bin ich glücklich. Letztendlich bin ich jetzt clean vom Heroin. Das ist eine gute Sache.“

Williams wurde im Juni 2006, da er keine Genehmigung für den Besitz von Methadon außerhalb von New Orleans besaß, zu fünf Jahren auf Bewährung verurteilt und musste sich in der Zeit der Bewährung regelmäßigen Drogentests unterziehen. Als weitere Strafe wurde er aus New Orleans verbannt. Zu dieser Strafe erklärte Williams, dass er in der Stadt nicht polizeilich gesucht werden würde und sich durchaus dort aufhalten könnte, hingegen nur begrenzt öffentlich auftreten dürfte und jeder weitere Konflikt mit dem Gesetz vermutlich enorm hart bestraft werden würde. Mike Williams fasste 2009 die Bedeutung der Ereignisse als solidarisierendes und prägendes Erlebnis zusammen. Er benannte die Erlebnisse als tiefgreifende Veränderungen die zu einem Teil seiner Identität wurden.
Er ergänzte 2010 seine Aussage damit, dass ihn die Ereignisse persönlich stark verändert hätten und ihn dazu brachten seine bis dahin aggressive Einstellung zu überdenken.

### Nach Kathrina

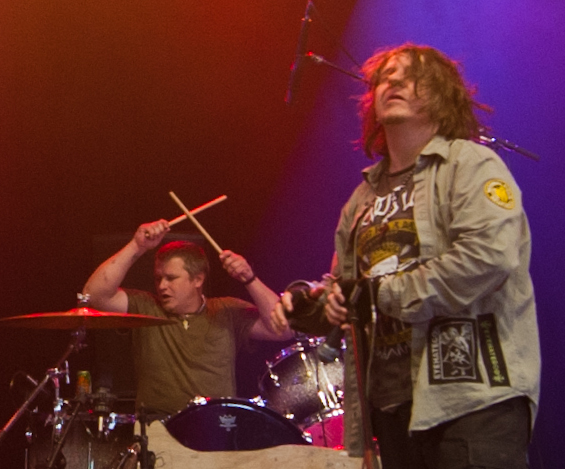
Williams mit Joey LaCaze beim Roskilde-Festival 2011

Nach einigen Konzerten mit unterschiedlichen Projekten und dem langsamen Wiederaufbau seines Lebens nahm Williams 2008 seine Karriere erneut auf. Er veröffentlichte mit Outlaw Order und Arson Anthem das erste neue Material nach Kathrina, 2009 folgte das Spoken-Words-Projekt Mike IX. In den folgenden Jahren intensivierte Williams seine Tätigkeit als Autor, Musiker und Musikjournalist. Unter anderem schreibt er für das australische Magazin Unbelievebaly Bad.
2009 heiratete er Michelle Maher, mit welcher Williams seit seiner Entlassung aus dem Gefängnis 2005 eine Beziehung führte. Gemeinsam wohnt das Paar mit diversen Tieren auf dem Grundstück des Down-Sängers und langjährigen Freundes Phil Anselmo. Die einstige Gästewohnung Anselmos, in welcher Anselmo Williams 2005 aufnahm, befindet sich über dem Musikstudio Nodferatu’s Lair. Das Grundstück, welches neben dem Gästehaus ebenso Anselmos eigenes Haus umfasst, liegt in einem Waldgebiet nahe Covington. Williams Ehefrau arbeitet seither für Housecore Records.
Seit September 2012 moderiert Williams hinzukommend die Internetradio-Sendung Southern Nihilism Front Radio.

### Leberzirrhose
Im Dezember 2014 wurde Williams, während einer Tournee mit Corrections House, eine Leberzirrhose mit fataler Prognose diagnostiziert. Der erstbehandelnde Arzt kündigte Williams eine zu erwartende Lebensdauer von weniger als einem Jahr an. Nach seiner Rückkehr nach New Orleans kontaktierte Williams unterschiedliche Ärzte und konzentrierte sich auf eine Veränderung seines bisherigen Lebenswandels.
Bereits geplante Tourtätigkeiten sagte Williams vorerst unter der Begründung gesundheitlicher Schwierigkeiten ab. Spätere im gleichen Jahr angesetzte Konzerte und Festivalauftritte in Europa und Amerika fanden jedoch statt, nachdem Williams seinen Zustand mit ärztlicher Unterstützung stabilisierten konnte. Im Sommer 2016 brach Williams während einer Tournee in seinem Hotelzimmer zusammen, woraufhin eine für Juli und August 2016 geplante Europa-Tournee mit EyeHateGod, offiziell aufgrund „persönlicher Probleme und Terminschwierigkeiten“ abgesagt wurde. EyeHateGod spielten unterdessen vereinzelte Konzerte mit Phil Anselmo als Gastsänger, sowie eine zweiwöchige US-Tournee im Herbst 2016 mit Randy Blythe von Lamb of God als Sänger. Blythe und Anselmo betonten, dass sie sich nur als Tourhilfen bis zur Genesung Williams verstünden. Nachdem Williams Leber und Nieren im Oktober 2016 vollständig versagten und der Sänger nach ärztlicher Beurteilung auf eine Lebertransplantation angewiesen war, suchte Maher-Williams im November 2016 die Öffentlichkeit, um die finanziellen Mittel via Crowdfunding-Kampagne zu generieren. Sie betonte, dass Williams nur ungern um Hilfe bäte und sie selbst ihn von der Kampagne überzeugen musste. Mitte Dezember erhielt Williams das notwendige Transplantat. Zur weiteren Unterstützung initiierten Williams Bandkollegen mit Crowbar, Goatwhore und weiteren Interpreten des US-Metal ein Benefizfestival, das an zwei Standorten in New Orleans stattfand und etwa 20.000 $ einbrachte, die Williams neben den Spenden zur Bestreitung der Folgekosten seiner Operation zu tragen. Williams spielte im April 2017 sein erstes Konzert nach der Transplantation zum Auftakt einer kleinen US-Tournee.

## Tätigkeit

### Bandprojekte

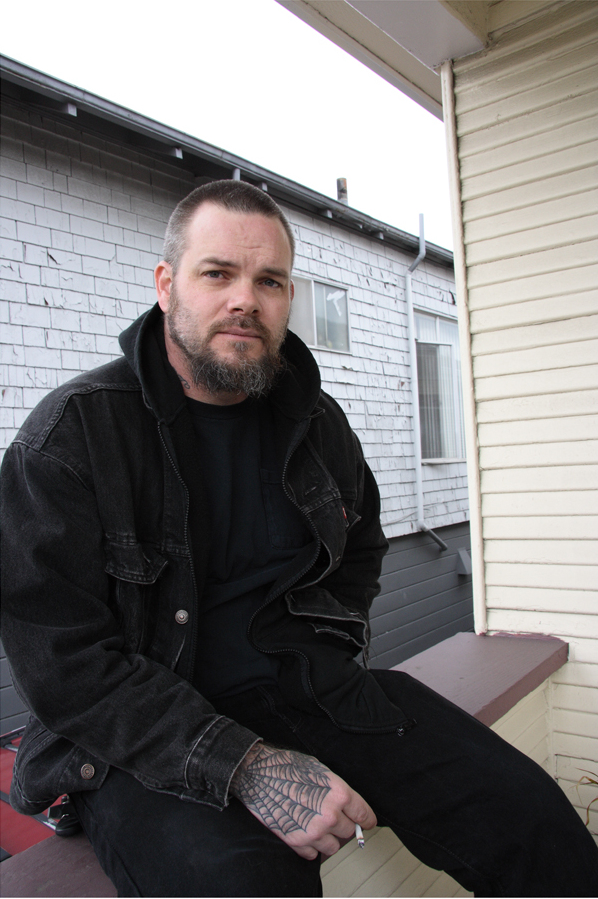
Unter anderem mit Scott Kelly von Neurosis und Shrinebuilder gründete Williams Corrections House.

Williams beteiligt sich seit seiner Jugend an diversen musikalischen Projekten unterschiedlicher stilistischer Ausprägung. Er ist insbesondere in den Bereichen Sludge, Extreme Metal, Hardcore Punk, Grindcore und Post-Industrial aktiv.
Die wichtigsten Projekte unter seiner Beteiligung sind die Sludge-Band EyeHateGod, die Hardcore-Band Outlaw Order, die Crustcore-Band Arson Anthem und das Industrial-Metal-Projekt Corrections House, sowie das Post-Industrial-Duo The Guilt Øf…. Die meisten dieser Projekte entstand erst nach Hurrikan Katrina, lediglich die Bands EyeHateGod und Outlaw Order existieren bereits zuvor.
In vielen dieser Projekte sind populäre Musiker der Post-Metal- und Alternative-Szene vertreten. Unter anderem arbeitet er mit Scott Kelly (Neurosis), Sanford Parker (Minsk), Phil Anselmo (Pantera) und Hank Williams III zusammen. Williams schreibt den verschiedenen Projekten eine hohe Bedeutung für seine musikalische Entwicklung zu.

### Stil
Sein markant heiserer Brüllgesang wird von ihm in den am Metal und Hardcore orientierten Bands und Projekten präsentiert, während er für Bands und Projekte aus den Bereichen Post-Industrial, Industrial Metal und Spoken Words auch mit klarer Stimme spricht. Der heisere gebrüllte Gesang von Williams wird meist als besonders wütend wahrgenommen und von Rezensenten mit den „Schreien eines gequälten Kehlkopfentzündeten“ verglichen sowie als „nicht identifizierbares wütendes Gegeifer“ und „krankhafte Klang gewordene Gräueltaten“ bezeichnet.
Der markante Gesang wird mitunter auf Williams Asthma zurückgeführt, welches ihn seit früher Kindheit begleitet. Mit den Aufnahmen zum Album von Arson Anthem variierte Williams durch den Einfluss von Phil Anselmo seinen Gesangsstil und erreichte so neue Möglichkeiten seinen Gesang darzubringen.

„[D]ie Gesangsaufnahmen für die zweite Veröffentlichung Insecurity Notoriety haben mich wirklich weiter gebracht. Phil hatte mir ziemlich damit geholfen. Man versteht auf dem Album was ich sage. Es war eine andere Erfahrung, als einfach nur meinen üblichen Gesang beizusteuern. Es bedeutete auch etwas zu lernen.“

### Schriftsteller und Songtexter
Williams agiert in allen Projekten als Sänger und Songtexter. Seine Texte befassen sich ähnlich wie seine Lyrik mit menschlichem Leid, Armut, Sucht und Gewalt.
Mike Williams verfasst seine Songtexte allein, tauscht sich jedoch hierzu mit den Musikern aus und lässt sich unter anderem von eingebrachten Riffs inspirieren. Sein Schreibstil ist ebenso wie sein grafischer Stil durch die Cut-up-Technik von William S. Burroughs beeinflusst. Seine Texte sollen kryptisch und mystisch wirken. Hierzu räumt er ein, bewusst unverständlich zu sein um sein Publikum zu irritieren.
Williams räumt hinzukommend ein, Songtexte gelegentlich noch im Studio auf den Rhythmus und Fluss der Musik anzupassen. Seine Lyrik entsteht zumeist im gleichen Cut-up-Verfahren.

### Minister der ULC

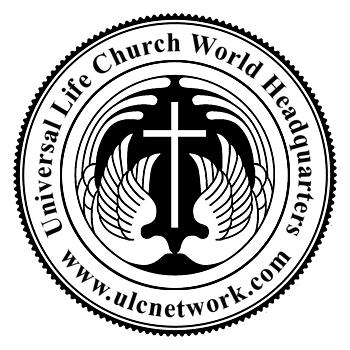
Das Siegel der Universal Life Church.

Williams ist eingetragener Minister der Universal Life Church. Ein Minister ist in etwa mit einem Priester gleichzusetzen. Williams bietet in dieser Funktion die zeremonielle Begleitung von Hochzeiten und Beerdigungen an, die über seine Internetseite gebucht werden können.
Die einstmalige Antikriegsinitiative der Universal Life Church ermöglicht es jedem Menschen sich ohne Unkosten, Glaubensfragen und Zeremonien zum Minister weihen zu lassen. Die Weihe ist mittlerweile via Mausklick vollziehbar. Das einzige Credo der 1959 gegründeten Kirche lautet „Tue nur das Richtige“. Unter diesem Credo proklamiert die Kirche Frieden und Menschenrechte sowie Religions- und Glaubensfreiheit.
Seine grundlegende Haltung zur Religion erklärte Williams in einem Interview 2010. Auf die Frage, ob er sich als Atheist verstünde, antwortete er, dass er ebenso wenig an dieses Wort glauben würde, wie an Gott, den Teufel oder den Weihnachtsmann.

## Werk

### Schriften
- Cancer as a Social Activity. Southern Roots Publishing, 2005, ISBN 978-0-9703544-1-9.
- Beiträge in: Pat Roig (Hrsg.): From Staple Guns to Thumbtacks. lulu.com, 2010, ISBN 978-0-557-56356-2.

### Diskographie
| Jahr | Interpret         | Titel                                        | Veröffentlichung/Beteiligung                                 | Label                                              |
| ---- | ----------------- | -------------------------------------------- | ------------------------------------------------------------ | -------------------------------------------------- |
| 1988 | EyeHateGod        | Garden Dwarf Woman Driver                    | Demo                                                         | Eigenvertrieb                                      |
| 1990 | EyeHateGod        | Lack of Almost Everything                    | Demo                                                         | Eigenvertrieb                                      |
| 1990 | EyeHateGod        | In the Name of Suffering                     | Album                                                        | Intellectual Convulsion/Century Media              |
| 1993 | EyeHateGod        | Take as Needed for Pain                      | Album                                                        | Century Media                                      |
| 1994 | EyeHateGod        | Ruptured Heart Theory                        | Single                                                       | Bovine Records                                     |
| 1994 | EyeHateGod        | EyeHateGod/13 I                              | Split-EP EyeHateGod/13                                       | Ax/ction Records                                   |
| 1994 | Brutal Truth      | Need To Control                              | Gastgesang „Media Blitz“ Album                               | Earache                                            |
| 1995 | EyeHateGod        | EyeHateGod/13 II                             | Split-EP EyeHateGod/13                                       | Slap A Ham Records                                 |
| 1996 | EyeHateGod        | Dopesick                                     | Album                                                        | Century Media                                      |
| 1997 | EyeHateGod        | In these Black Days Vol.1                    | Split-EP EyeHateGod/Anal Cunt                                | Hydra Head Records                                 |
| 1998 | Various Artists   | Gummo                                        | Filmmusik EyeHateGod – Serving Time in the Middle of Nowhere | Domino Records/New Line Records                    |
| 2000 | EyeHateGod        | Southern Discomfort                          | Kompilation                                                  | Century Media                                      |
| 2000 | EyeHateGod        | Confederacy of Ruined Lives                  | Album                                                        | Century Media                                      |
| 2001 | EyeHateGod        | 10 Years of Abuse (and Still Broke)          | Livealbum                                                    | Century Media                                      |
| 2002 | EyeHateGod        | The Age of Bootcamp                          | Split-EP EyeHateGod/Soilent Green                            | Incision Records                                   |
| 2003 | Outlaw Order      | Legalize Crime                               | EP                                                           | Southern Lord                                      |
| 2004 | EyeHateGod        | Live in Tokyo                                | Live-DVD                                                     | Press Pause Media/Casettes                         |
| 2004 | EyeHateGod        | I Am the Gestapo                             | Split-EP EyeHateGod/Cripple Bastards                         | Southern Lord                                      |
| 2004 | EyeHateGod        | 99 Miles of Bad Road                         | EP                                                           | 2+2=5                                              |
| 2005 | Bloodyminded      | Gift Givers                                  | Gastgesang „Ten Suicides“ Album                              | BloodLust!                                         |
| 2005 | Various Artists   | We Reach:The Music of The Melvins            | Tributealbum EyeHateGod – „Easy as It Was“                   | Fractured Transmitter                              |
| 2005 | EyeHateGod        | Preaching the “End-Time” Message             | Kompilation                                                  | Emetic Records                                     |
| 2008 | Outlaw Order      | Dragging Down the Enforcer                   | Album                                                        | Season of Mist                                     |
| 2008 | Arson Anthem      | Arson Anthem                                 | EP                                                           | Housecore Records                                  |
| 2009 | Mike IX           | That’s What The Obituary Said / Ten Suicides | Single                                                       | Chrome Peeler                                      |
| 2010 | Arson Anthem      | Insecurity Notoriety                         | Album                                                        | Housecore Records                                  |
| 2010 | The Guilt Øf…     | XXIII                                        | Split-EP The Guilt Øf… /Ivs Primae Noctis                    | Trips Und Träume                                   |
| 2010 | The Guilt Øf…     | Oh Lucy!!! / Tipping Foul Into The Dirt      | Split-EP The Guilt Øf… /Merzbow                              | Chrome Peeler                                      |
| 2011 | Kill Life         | D.E.A. Dead End America                      | Single                                                       | A389 & All The Way Alive                           |
| 2011 | The Guilt Øf…     | The Guilt Øf…                                | Album                                                        | At War With False Noise                            |
| 2011 | EyeHateGod        | Live                                         | Live-DVD                                                     | CARGO Records                                      |
| 2012 | Corrections House | Hoax the System                              | EP                                                           | War Crime Recordings                               |
| 2012 | EyeHateGod        | New Orleans is the New Vietnam               | Single                                                       | Emetic                                             |
| 2012 | Strong Intention  | Razorblade Express                           | Gastgesang „Razorblade Express“ EP                           | PATAC                                              |
| 2012 | The Guilt Øf…     | Full of Hell/The Guilt Øf…                   | Split-EP Full of Hell/The Guilt Øf…                          | A389                                               |
| 2013 | Corrections House | Last City Zero                               | Album                                                        | Neurot Recordings                                  |
| 2013 | The Guilt Øf…     | Isolation Room                               | Album                                                        | Last Hurrah                                        |
| 2014 | EyeHateGod        | EyeHateGod                                   | Album                                                        | Century Media/Housecore Records/Daymare Recordings |
| 2014 | Corrections House | Writing History in Advance                   | Livealbum                                                    | War Crime Recordings                               |
| 2015 | Corrections House | Know How To Carry A Whip                     | Album                                                        | Neurot Recordings                                  |
| 2016 | EyeHateGod        | EyeHateGod/Psycho                            | Split-EP EyeHateGod/Psycho                                   | F.O.A.D. Records                                   |
| 2016 | EyeHateGod        | EyeHateGod/Bl’ast                            | Split-EP EyeHateGod/Bl’ast                                   | Rise Records                                       |
| 2021 | EyeHateGod        | A History of Nomadic Behavior                | Album                                                        | Century Media                                      |